# Rabbi Matondo
Rabbi Matondo (ur. 9 września 2000 w Liverpoolu) – walijski piłkarz występujący na pozycji napastnika, reprezentant Walii. Wychowanek Cardiff City, w trakcie swojej kariery grał także w takich zespołach, jak Schalke 04, Stoke City oraz Cercle Brugge. Młodzieżowy reprezentant Anglii.